# Pierrette et Jacquot

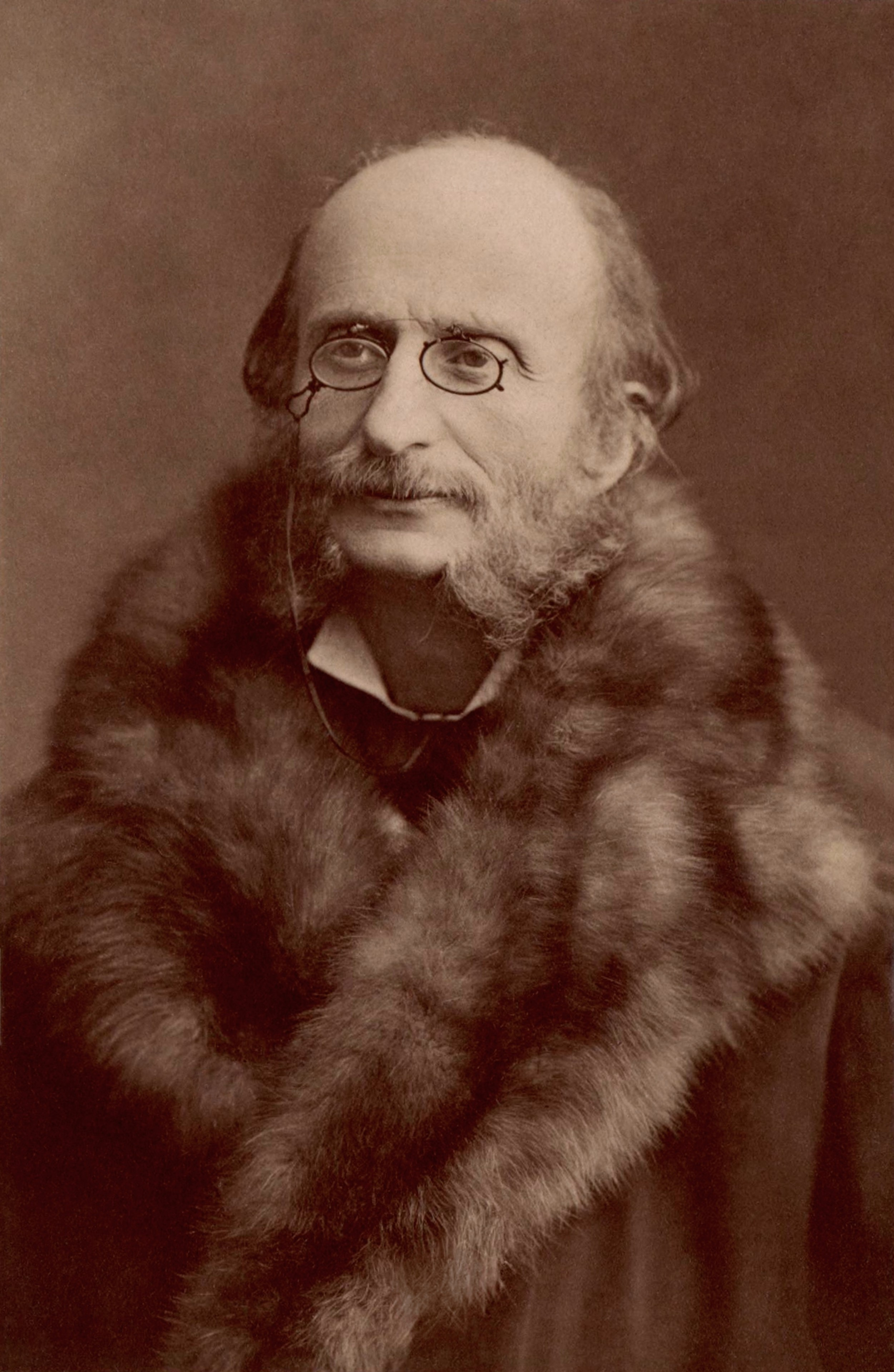
Jacques Offenbach

Pierrette et Jacquot är en operett i en akt med musik av Jacques Offenbach och libretto av Jules Noriac och Philippe Gille.

## Historia
Premiären på Pierrette et Jacquot ägde rum den 13 oktober 1876 på Bouffes-Parisiens, Salle Choiseul i Paris, tillsammans med en nypremiär av M'sieu Landry av Jules Duprato. Operetten var tänkt som en språngbräda för systrarna Grégoire, vilka Offenbach hade upptäckt i Wien. Trots att den gavs 53 gånger den först säsongen anses den inte som ett av kompositörens större verk och fick aldrig en fast plats inom repertoaren. Brevsången och "Ronde savoyarde" blev emellertid populära.

## Personer
| Roller         | Röststämma  | Premiärbesättning 13 oktober 1876 (Dirigent: Jacques Offenbach) |
| -------------- | ----------- | --------------------------------------------------------------- |
| Cyrille Durand | baryton     | Daubray                                                         |
| Pierrette      | sopran      | Cécile Grégoire                                                 |
| Jacquot        | sopran      | Esther Grégoire                                                 |
| Madame Patacha | mezzosopran | Adèle Cuine                                                     |
| En tjänare     |             | Sanson                                                          |

## Handling
Cyrille Durands hus
Den rike ungkarlen och knappköpmannen Durand drömmer om att vara en hjälte och rädda liv. Han har flyttat till en flod och vistas nära de mest farligaste korsningarna för att få en chans. Fem år tidigare hade han tagit sig an den övergivne pojken Jacquot från Savojen. Två år senare fann han flickan Pierrette, som han hjälpte att hitta ett arbete. Hon kommer nu till hans hus varje söndag. Detta är ingen slump då Jacquot hade skrivit till sin käresta Pierrette och sagt till henne att komma till Paris och låta sig bli funnen av Durand. Nu vill Jacquot erkänna för Durand vad han gjort och få tillåtelse att gifta sig.
Det är Sankt Cyrils dag och som en överraskning klär sig de unga ut till invånare från Savojen (där Durand härstammar ifrån) för att dansa och spela fiddla. De hoppas därmed få Durands välsignelse, men denne har själv planer för Pierrette. Durand erkänner för Madame Patcha att han ämnar gifta sig; hon tror att han menar med henne. Just som han avslöjar sina planer och alla reagerar med överraskning och fasa kommer nyheten att någon håller på att drunkna i Seine. Durand rusar genast dig. Så snart han har försvunnit bestämmer sig Pierrette och Jacquot för att lämna ett brev där de avslöjar allt. Madame Patcha hjälper den dyngsure Durand tillbaka - det var bara en hund som ramlar i och som i slutändan räddade Durand. På hemvägen har Madame Patcha talat Durand till rätta och han går med på att de unga tu ska få gifta sig. Han är nöjd med att äkta sin granne Madame Patcha.

## Musiknummer
- Inledning
- Couplets « Nous avons la femme à vingt ans » (Patacha, Durand)
- Couplets et duo « Peux-tu parler d’attendre » (Jacquot, Pierrette)
- Mélodrame
- Quatuor et Ronde savoyarde « Allons les gars et les filles » (Pierrette, Jacquot, Patacha, Durand)
- Mélodrame
- Duetto de la Lettre « Mon cher parrain notr’bienfaiteur » (Pierrette, Jacquot)
- Final « Nous venons monsieur et madame »